# کیت ارف
کیت ارف (انگلیسی: Kate Orff؛ زادهٔ ۱۹۷۱/۱۹۷۲ (۵۲–۵۳ سال)) معمار و معمار منظر اهل ایالات متحده آمریکا است.